# 小行星13652
小行星13652（13652 Elowitz）是一颗绕太阳运转的小行星，为主小行星带小行星。该小行星于1997年1月31日发现。

## 轨道参数
小行星13652的轨道半长轴为2.2153948 UA，离心率为0.19。